# World Series 1981
Le World Series 1981 sono state la 78ª edizione della serie di finale della Major League Baseball al meglio delle sette partite tra i campioni della National League (NL) 1981, i Los Angeles Dodgers, e quelli della American League (AL), i New York Yankees. A vincere il loro quinto titolo furono i Dodgers per quattro gare a due.
Per i Dodgers si trattò del primo titolo dal 1965, la prima vittoria in finale contro gli Yankees dal 1963 e la terza in cui conquistarono il titolo contro di essi. Queste furono le ultime World Series, in cui una squadra vinse dopo avere perso le prime due gare in trasferta, fino a quelle del 2019 dove tutte le partite sono state vinte in trasferta. Inoltre fu l'ultima volta nei quattro maggiori sport professionistici americani in cui si affrontarono una squadra di New York e una di Los Angeles finché i Los Angeles Kings e i New York Rangers della NHL raggiunsero le finali della Stanley Cup 2014.

## Sommario
Los Angeles ha vinto la serie, 4-2.
| Gara | Data       | Punteggio                                     | Stadio         | Stadio | Pubblico |
| ---- | ---------- | --------------------------------------------- | -------------- | ------ | -------- |
| 1    | 20 ottobre | Los Angeles Dodgers – 3, New York Yankees – 5 | Yankee Stadium | 2:32   | 56.470   |
| 2    | 21 ottobre | Los Angeles Dodgers – 0, New York Yankees – 3 | Yankee Stadium | 2:29   | 56.505   |
| 3    | 23 ottobre | New York Yankees – 4, Los Angeles Dodgers – 5 | Dodger Stadium | 3:04   | 56.236   |
| 4    | 24 ottobre | New York Yankees – 7, Los Angeles Dodgers – 8 | Dodger Stadium | 3:32   | 56.242   |
| 5    | 25 ottobre | New York Yankees – 1, Los Angeles Dodgers – 2 | Dodger Stadium | 2:19   | 56.115   |
| 6    | 28 ottobre | Los Angeles Dodgers – 9, New York Yankees – 2 | Yankee Stadium | 3:09   | 56.513   |

## Hall of Famer coinvolti
- Umpire: Doug Harvey
- Dodgers: Tommy Lasorda (man.)
- Yankees: Goose Gossage, Reggie Jackson, Bob Lemon (man.), Dave Winfield